# Eurypon lamellata
Eurypon lamellata är en svampdjursart som först beskrevs av Claude Lévi 1993.  Eurypon lamellata ingår i släktet Eurypon och familjen Raspailiidae. Inga underarter finns listade i Catalogue of Life.